# La Ville des coupoles
Pour plus de détails, voir Fiche technique et Distribution.
La Ville des coupoles (キューポラのある街, Kyūpora no aru machi) est un film japonais réalisé par Kirio Urayama, sorti en 1962.

## Synopsis
Début des années 1960 à Kawaguchi, la vie d'ouvriers pauvres travaillant dans une fonderie.

## Fiche technique
- Titre : La Ville des coupoles[1]

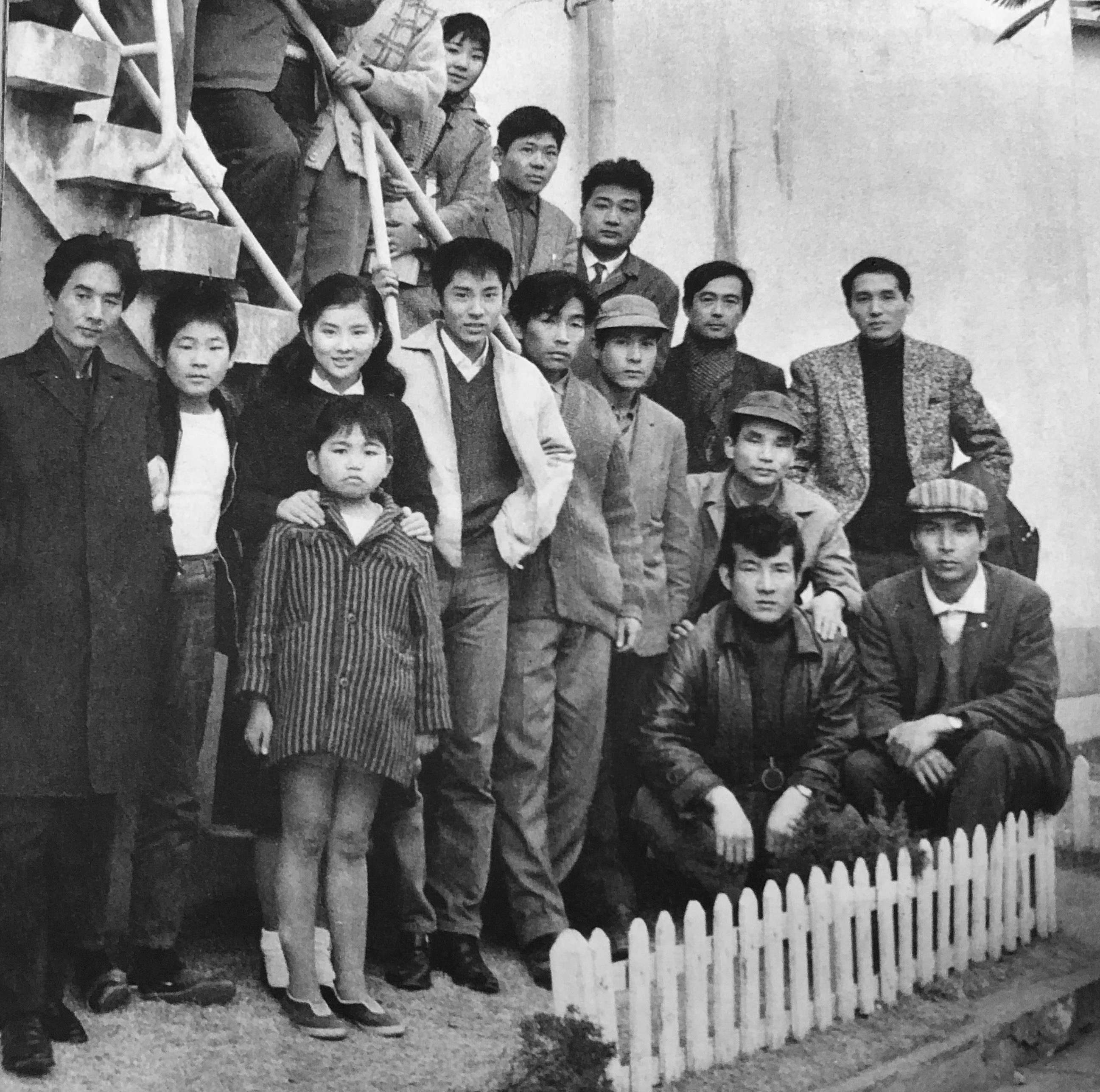
Photo de tournage du film. De g. à d. au premier rang : Kirio Urayama, Yoshio Ichikawa, Sayuri Yoshinaga, Mitsuo Hamada.

- Titre français alternatif : Cupola[2]
- Titre original : キューポラのある街 (Kyūpora no aru machi?)[3]
- Réalisation : Kirio Urayama
- Scénario : Shōhei Imamura et Kirio Urayama d'après le roman de Chiyo Hayafune (ja)
- Musique : Toshirō Mayuzumi
- Photographie : Shinsaku Himeda (ja)
- Montage : Mutsuo Tanji
- Décors : Kimihiko Nakamura
- Production : Kano Ōtsuka
- Société de production : Nikkatsu
- Pays de production :  Japon
- Langue originale : japonais
- Format : noir et blanc — 2,35:1 — 35 mm — son mono (Westrex Recording System)
- Genre : drame
- Durée : 99 minutes (métrage : huit bobines - 2 714 m[4])
- Dates de sortie : 
  - Japon : 8 avril 1962[4]

## Distribution
- Sayuri Yoshinaga : Jun
- Mitsuo Hamada : Katsumi Tsukamoto

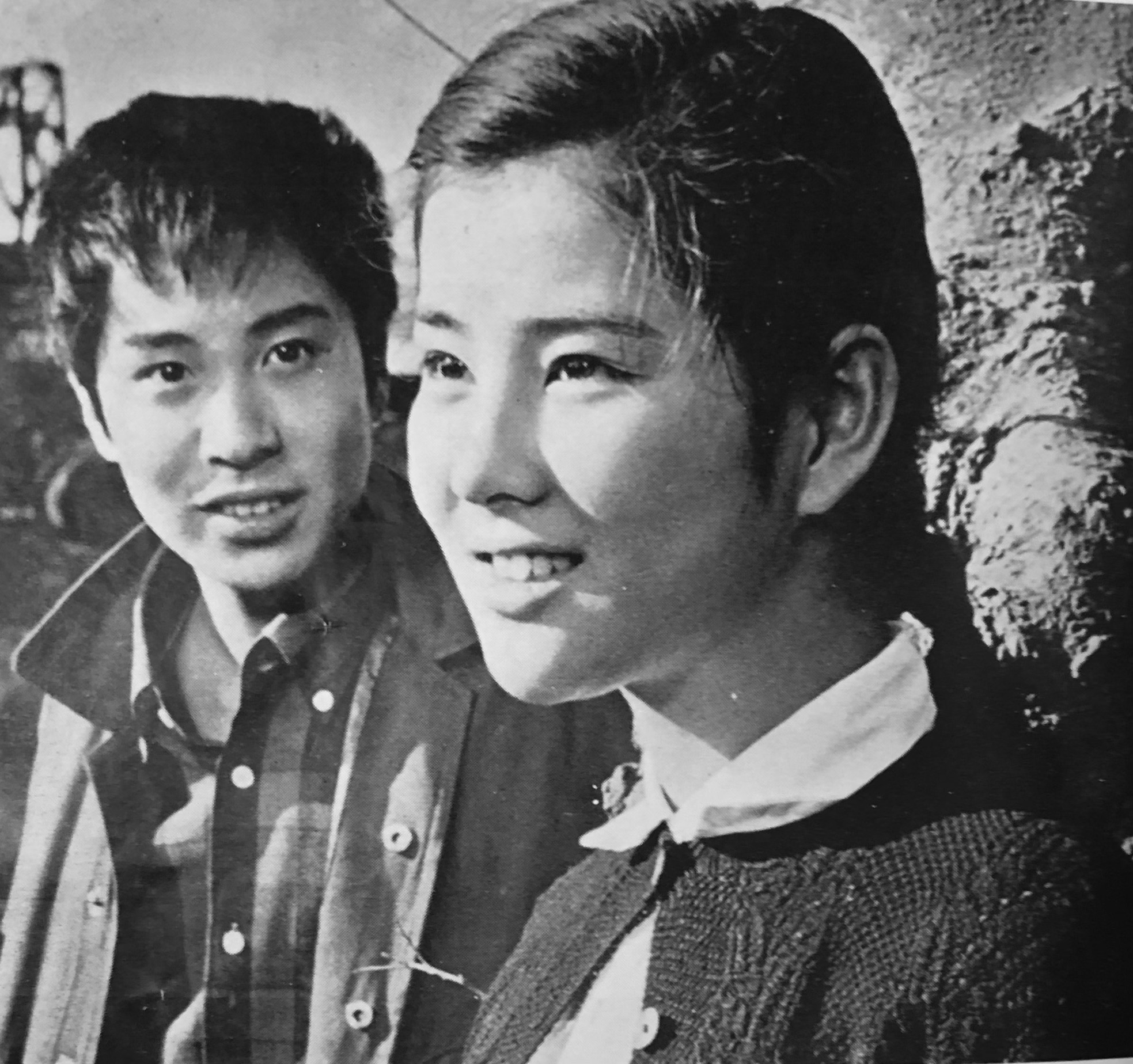
Mitsuo Hamada et Sayuri Yoshinaga.

- Eijirō Tōno : Tatsugorō Ishiguro, le père de Jun
- Taiji Tonoyama : Matsunaga
- Takeshi Katō : M. Noda
- Tanie Kitabayashi : Ume
- Tokuko Sugiyama : Tomi, la mère de Jun
- Kin Sugai : Miyo
- Akiji Kobayashi : Hei-san
- Tsutomu Shimomoto : Tōgo
- Yoshio Ichikawa : Takayuki, le jeune frère de Jun
- Hideki Morisaka : Sankichi
- Mitsuko Suzuki : Yoshie Kanayama
- Tetsuo Mizoi : Uchiyama
- Kikuo Kawakatsu : Noppo
- Junko Hiyoshi : Nobuko Nakajima
- Kayoko Aoki : Risu-chan
- Takaaki Nishida : Zuku
- Isao Sakamoto : Shimizu
- Kawai Okada : Kaori-chan

## Distinctions

### Récompenses
- 1962 : Kirio Urayama est récompensé du prix des nouveaux réalisateurs de la Directors Guild of Japan pour La Ville des coupoles[5]
- 1963 : Blue Ribbon Awards du meilleur film et du meilleur nouveau réalisateur pour Kirio Urayama et prix de la meilleure actrice pour Sayuri Yoshinaga[6]
- 1963 : prix Mainichi du meilleur acteur dans un second rôle pour Eijirō Tōno[7]

### Sélections
Le film a été présenté en sélection officielle en compétition au Festival de Cannes 1962 sous le titre Cupola.